# Liste der Stadtoberhäupter von Bamberg
Diese Liste der Oberbürgermeister von Bamberg enthält die Personen, die in Bamberg das Amt des hauptamtlichen Bürgermeisters bzw. seit 1917 des Oberbürgermeisters ausübten.
| Bürgermeister             | Lebensdaten | Amtszeit         | Partei |
| ------------------------- | ----------- | ---------------- | ------ |
| Franz Ludwig von Hornthal | 1760–1833   | 1818–1821        |        |
| Georg Bayl                | 1776–1834   | 1821–1834        |        |
| Andreas Hollfelder        |             | 1834–1841        |        |
| Ferdinand Glaser          | 1780–1868   | 1841–1865        |        |
| Eugen Schneider           | 1822–1880   | 1865–1877        |        |
| August von Brandt         | 1834–1906   | 1877–1905        |        |
| Franz Michael Lutz        | 1849–1913   | 1905–1913        |        |
| Adolf Wächter             | 1873–1954   | 1913–1924        |        |
| Luitpold Weegmann         | 1885–1966   | 1924–1934        |        |
| Lorenz Zahneisen          | 1897–1950   | 1934–1945        | NSDAP  |
| Luitpold Weegmann         | 1885–1966   | 1945–1958        | CSU    |
| Theodor Mathieu           | 1919–1995   | 1958–1982        | CSU    |
| Paul Röhner               | 1927–2014   | 1982–1994        | CSU    |
| Herbert Lauer             | 1946–2021   | 1994–2006        | ÜBG    |
| Andreas Starke            | * 1956      | seit 1. Mai 2006 | SPD    |